# 前払費用
前払費用（まえばらいひよう、prepaid expenses）は、勘定科目の一つであり、一定の契約に従い継続して役務の提供を受ける場合、未提供の役務に対して当期に前もって支払った対価を指す。前払利息、前払保険料、前払家賃、前払保証料などが該当する。

## 概要

### 定義
前払費用は、決算時に、いまだ提供されていない役務に対して当期に前もって支払った対価に係る次期以降への繰延経理を目的とする経過勘定（費用性資産）である。
発生主義に基づいて、先払いした費用をこれからサービスを受けられる状態にある資産として認識する。例えば保険料を先払いした場合は、その先払いして保険契約をした期間分だけ後から保険のサービスを受けられる状態にあるので、この保険料の費用はそれが実際に効力を発生させるまでは資産の一部として認識されるのである。
前払費用は、このような役務提供契約以外の契約等による前払金とは区別しなければならない。
4つの経過勘定（前払費用、未収収益、未払費用、前受収益）のうち、前払費用のみには一年基準が適用される。貸借対照表日の翌日から起算して一年以内に費用となる「前払費用」は流動資産に含まれる。それ以外の「長期前払費用」（一年を超えるもの）は固定資産に含まれる。

### 短期の前払費用の特例
前払費用処理は、収益との「期間対応」を目的とした繰延経理であるが、支払時点から1年以内に継続的役務提供が完了する取引であること、及び、支払った金額を「継続して」その事業年度の損金に算入する要件をともに満たす場合、例外を除き当期の費用（損金）に算入することができる。この税法上の措置を「短期の前払費用の特例」と呼ぶ。
この特例の趣旨は、原則として支出した時に資産に計上し、役務の提供を受けた時に損金の額に算入することを前提としつつも、支払時点から1年以内に役務が完了する前払いについては、「重要性の原則」に基づき厳密な期間対応による繰延経理することなく、支払時点で当期の費用とする企業会計上の処理を税務上も認めることである。そのため、「短期の前払費用」に関する期間判定は、当該事業年度末から起算して判定するものではない点に留意する必要がある。

## 仕訳例
- 今期首に店舗の火災保険料3年分300,000円を現金一括払いで支払った（保険適用期間：今期首から3年間）。

　今回の場合、前払費用の支払時（当期首）から役務完了（3年後）まで1年を超過するため、税法上の「短期の前払費用」の特例は認められず、原則通り一年基準に基づき経理処理を行う必要がある。
| 借方                 | 貸方         |
| -------------------- | ------------ |
| 支払保険料 100,000   | 現金 300,000 |
| 前払費用 100,000     |              |
| 長期前払費用 100,000 |              |
- 2年目の第1決算期に、前払費用のうち役務完了に対応する部分[2]を費用に振り替えするとともに、長期前払費用を前払費用に振り替える

| 借方              | 貸方                |
| ----------------- | ------------------- |
| 支払保険料 25,000 | 前払費用 25,000     |
| 前払費用 25,000   | 長期前払費用 25,000 |